# Stare miasto w Hawanie
Stare miasto w Hawanie (Stara Hawana, hiszp. La Habana Vieja) – najstarsza, zabytkowa część Hawany, stolicy Kuby, położona w centralnej części miasta, nad zachodnim brzegiem Zatoki Hawańskiej. Zasadniczo odpowiada tej części miasta, która znajdowała się w obrębie murów miejskich, zburzonych w 1863 roku. Dzielnica administracyjna La Habana Vieja zajmuje znacznie większy obszar. Stare miasto w całości umieszczone jest na liście światowego dziedzictwa UNESCO w ramach wpisu „Zespół zabytkowy w Hawanie i jego system fortyfikacji”, obejmującego także rozproszone w okolicy forty i inne budowle obronne.
Stare miasto zajmuje obszar 214 hektarów. Jest jednym z najbardziej okazałych zespołów urbanistycznych epoki kolonialnej obu Ameryk. Najstarsze budowle, place i ulice sięgają wiekiem początków istnienia miasta, tj. XVI wieku. Układ przestrzenny i architektura Starej Hawany kształtowały się do początków XIX wieku, od tamtej pory przetrwały w zasadniczo niezmienionym kształcie. Charakterystyczną cechą Hawany, która wyróżnia ją na tle innych metropolii założonych przez Hiszpanów w Ameryce Łacińskiej, jest brak jednego, centralnego placu, na którym skupiałoby się życie społeczne, polityczne i religijne mieszkańców. Zamiast tego do początku XVII wieku powstały trzy duże place – Plaza de Armas, Plaza de San Francisco de Asís i Plaza Vieja, a w późniejszym czasie dwa kolejne – Plaza de la Catedral oraz Plaza del Cristo. Dominuje zabudowa w stylach barokowym oraz neoklasycznym. Do najbardziej znaczących zabytków architektury należą archikatedra, bazylika św. Franciszka z Asyżu, Pałac Kapitanów Generalnych, Palacio del Segundo Cabo oraz Castillo de la Real Fuerza. Całość uzupełniają spójne stylistycznie ciągi kamienic z arkadami, balkonami, bramami z kutego żelaza oraz wewnętrznymi dziedzińcami.
Znaczna część zabudowy Starej Hawany jest w złym stanie technicznym, ze względu na wieloletnie zaniedbanie, wzmożone po rewolucji kubańskiej (1959), jak i działanie sił przyrody. W 1978 roku stare miasto zostało uznane za zabytek narodowy, a w 1982 roku zostało wpisane na listę światowego dziedzictwa UNESCO. Od lat 90. XX wieku prowadzone są prace na rzecz renowacji kolejnych budynków. Postępująca regeneracja dzielnicy jest w dużym stopniu zasługą wieloletniego konserwatora miejskiego Eusebio Leala.

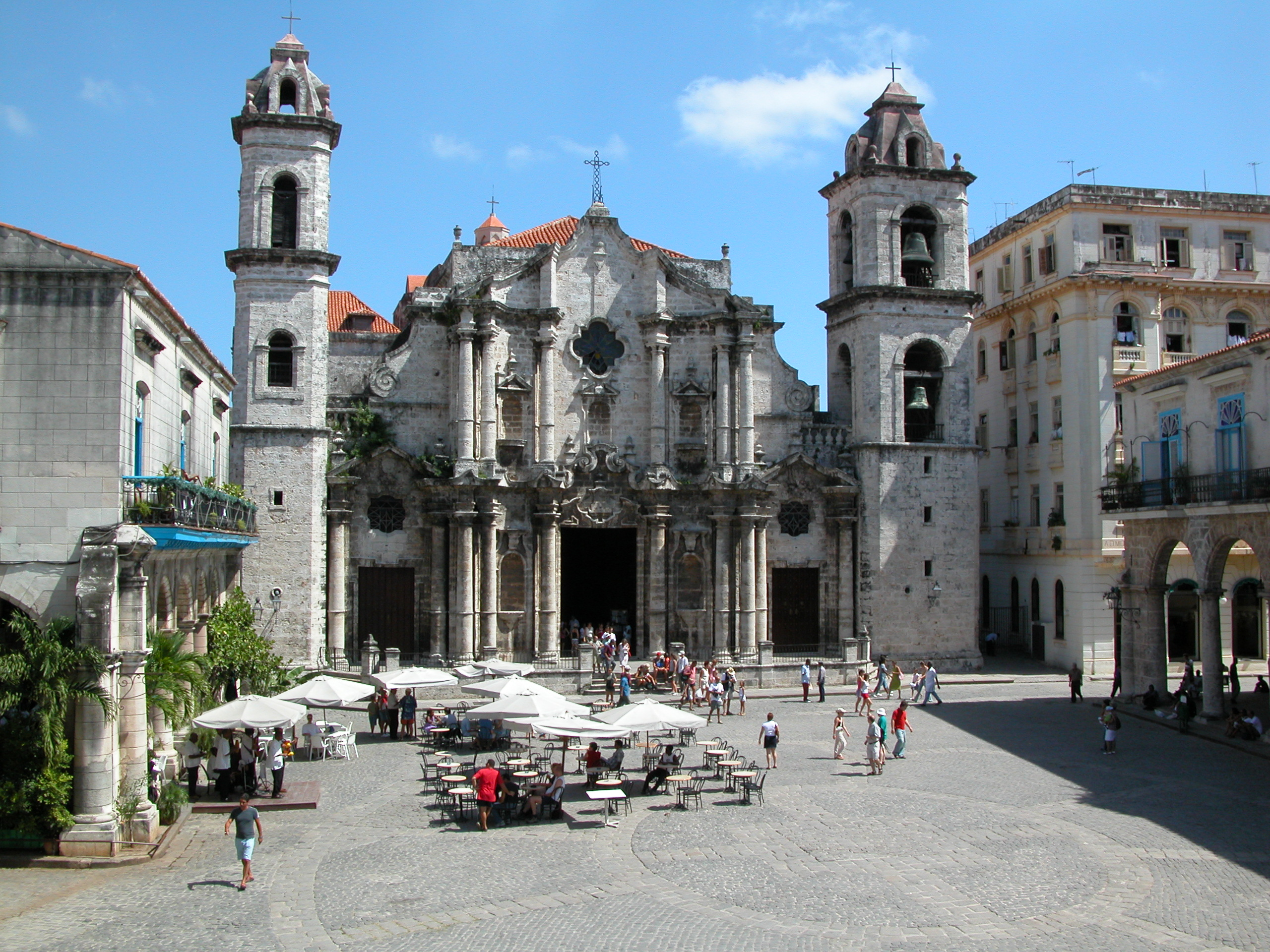
Archikatedra w Hawanie
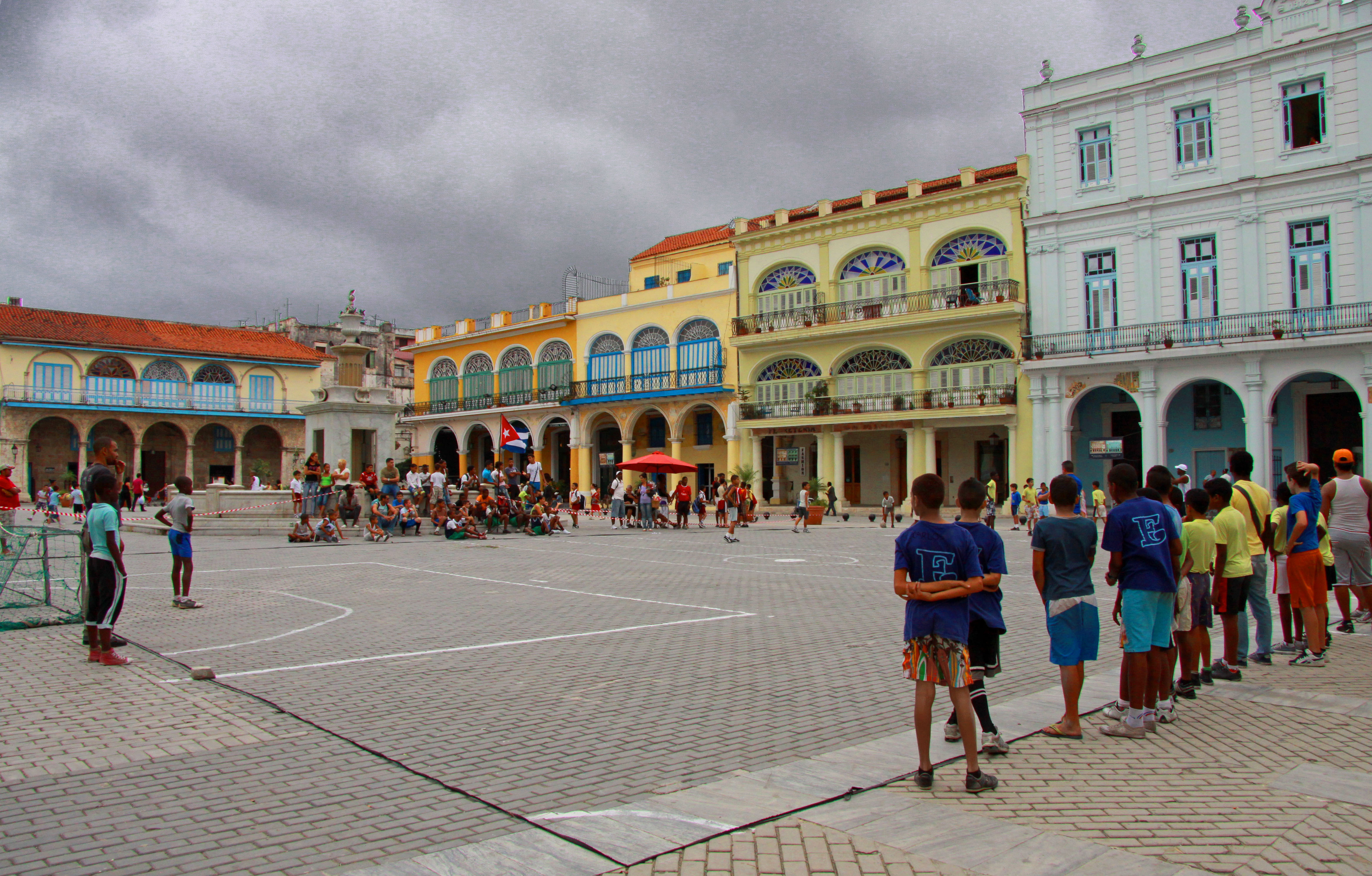
Kamienice przy Plaza Vieja(inne języki)
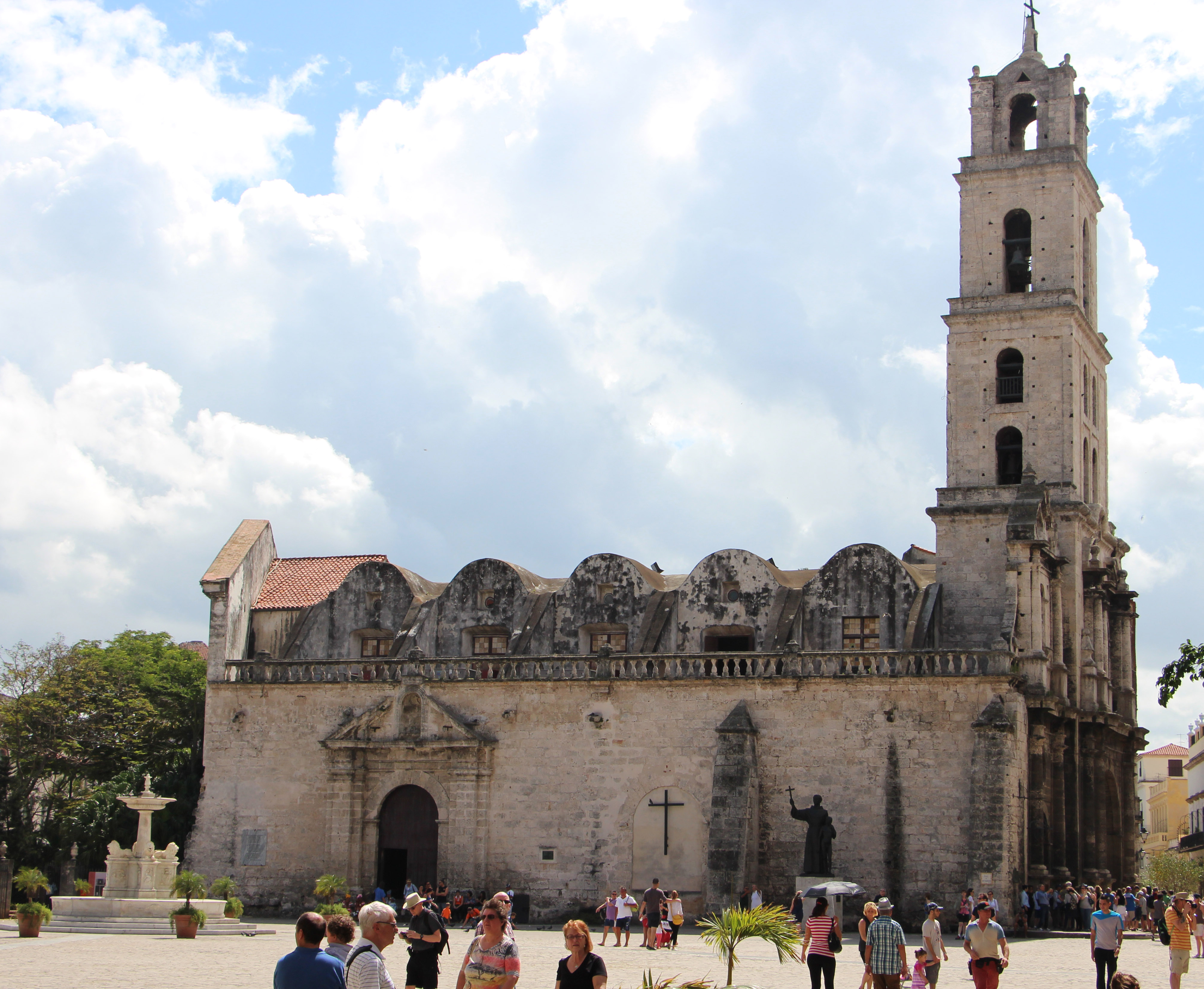
Bazylika św. Franciszka z Asyżu(inne języki)
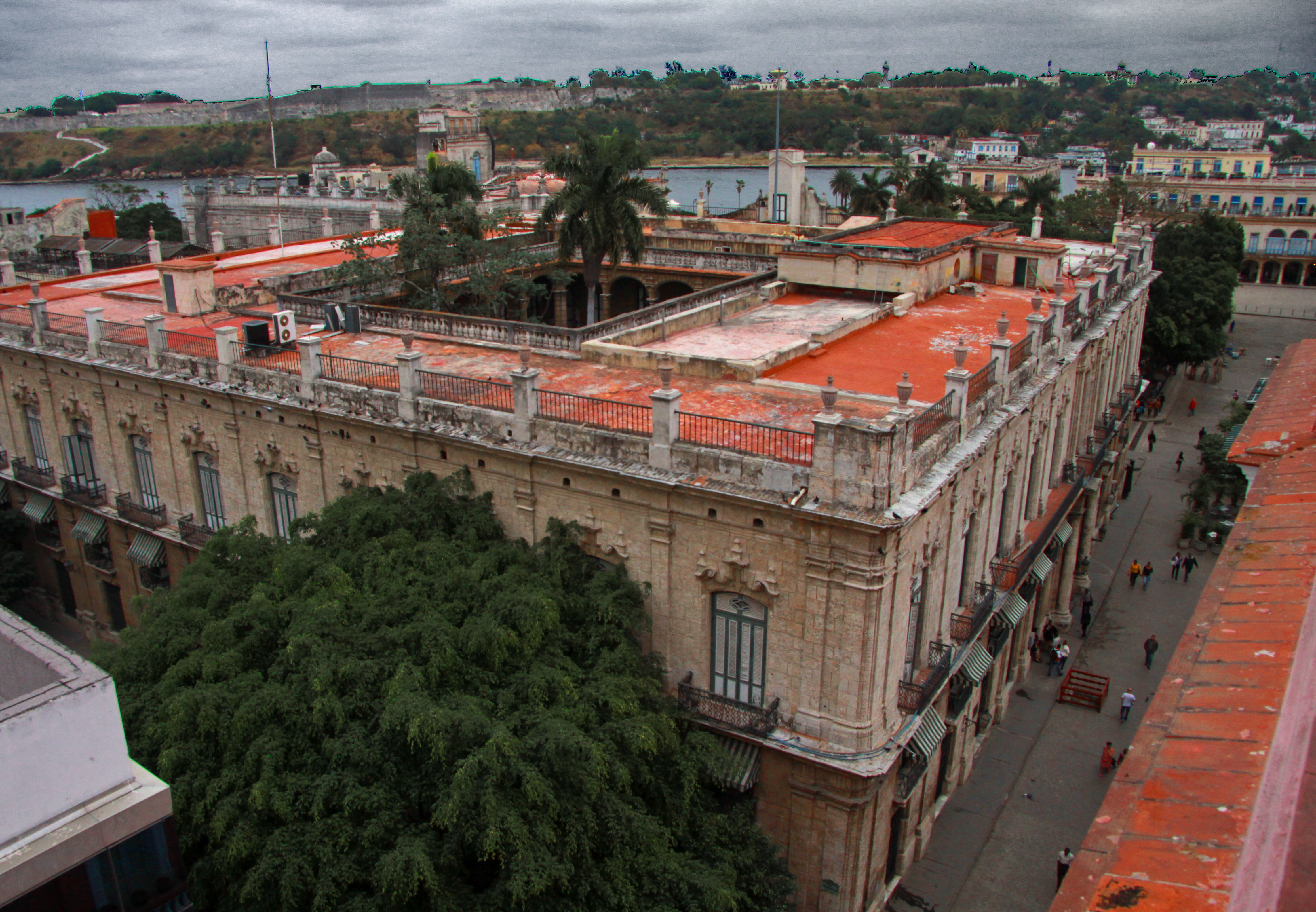
Pałac Kapitanów Generalnych
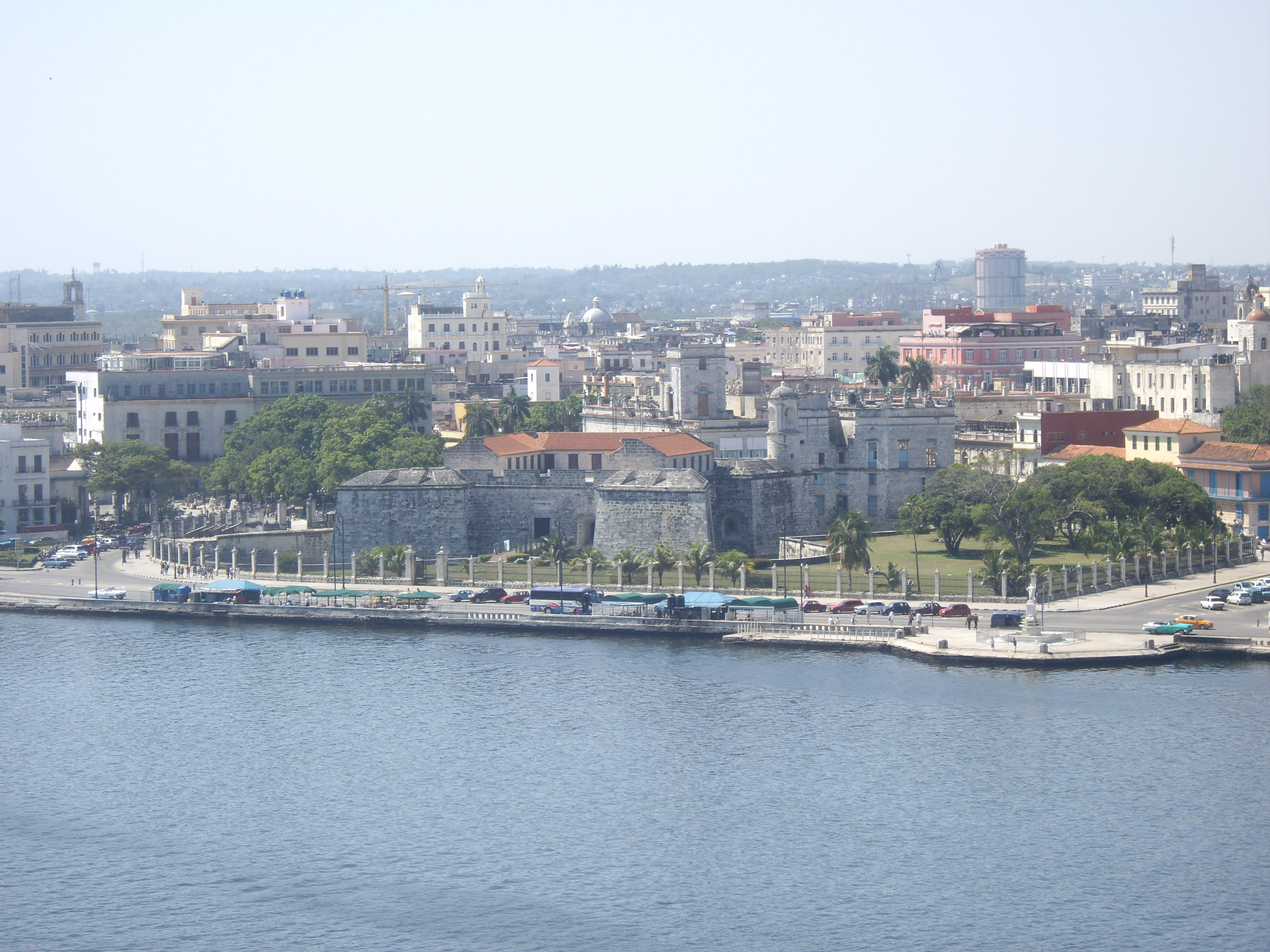
Widok na Castillo de la Real Fuerza i stare miasto
Mapa Hawany w 1854 roku; widoczne mury miejskie (zburzone dekadę później) okalające stare miasto